# بول فينيكس (تيكن)
باول فينيكس (باليابانية: ポール・フェニックス، بالروماجي: Pōru Fenikkusu)، خبير في الجودو وصديق لعائلة لاو. خلطه للجودو وكاراتيه شوتوكان حقق مكانة أسطورية، لكن مضاعفات بسيطة على ما يبدو تنشأ دائماً وتمنعه من الفوز في البطولة، كما هو الحال عند حدوث اختناق مروري يمنع مواجهته مع منافسه، كازويا ميشيما، في نهاية بطولة ملك القبضة الحديدية الثانية.
من القواسم المشتركة مع العديد من شخصيات تيكن، حركات باول تشتمل على هجمات وهمية ملتهبة، مختلطة مع مهارات حقيقية المظهر. في حين أن أسلوبه في الضربة الثقيلة يحمل القليل من القواسم المشتركة مع التعامل القائم على الجودو الأولمبية الحديثة، فقد كانت الجودو في وقت مبكر في الواقع تشمل هجمات الضرب. كما كان يستند على أشكال مختلفة من الجو جيتسو. في تيكن، كان باول يتواجه في الجولة ما قبل الأخيرة مع كوما؛ وهو دب قام هيهاتشي ميشيما بتدريبه، وأوضح ذلك من خلال وجود بول يشاهد وهو طفل فنان الدفاع عن النفس المدعو ويلي وليامز يقاتل دباً. ويلي وليامز هو كاراتيكا كيوكوشين من الحياة الحقيقية، كان يشاهَد وهو يتحدى دباً كفيلم وثائقي عن كاراتيه كيوكوشين.
كان باول غير مهزوم في بطولة ملك القبضة الحديدية 3، بادئاً بالمقاتلة مع كوما ثم استطاع التغلب على أوغر. وغادر سريعاً بعد ذلك، قائلاً بأنه هو الفائز. لكن أوغر تطور إلى شكل أوغر الحقيقي وأكمل البطولة بعد رحيل باول. ولم يدرك ذلك إلا بعد وقت، مما جعله محبطاً وغاضباً. القليل من الناس صدقوه عندما قال بأنه الفائز الحقيقي في بطولة ملك القبضة الحديدية 3، بعد فترة قصيرة، وقع باول في شرك الكحول. سمع باول بعدها بإعلان بطولة ملك القبضة الحديدية 4، باول تدرب بقوة ودخل البطولة لإثبات نفسه مرة أخرى. متجاوزاً منافسيه واحداً تلو الآخر، شعر باول بالحماسة تجاه احتمالات مواجهة كازويا ميشيما، الذي لم يواجهه منذ أكثر من 20 سنة. لكنه وجد كوما معترضاً طريقه. تشتت ذهن باول، لم يواجه باول كوما بجدية في البداية، وفي الوقت الذي أدرك فيه خطأه، وقد تطغى عليه الدب وسرعان ما انهزم. خسارته أمام كوما جعله يشعر بالخزي بقوة، وأدرك أنه ابتعد عن طريق فنان الدفاع عن النفس الحقيقي وبدأ تدريباته مجدداً. عندما أعلن عن بدء بطولة ملك القبضة الحديدية الخامسة، دخل باول البطولة ليثبت بأنه، حرفياً، «أقوى مقاتل في الكون».
مباراة باول المعادة مع كوما كانت عنيفة، وعلى الرغم من ذلك انتصارية، إلا أنه أُصيب بتعب شديد، مما جعله غير قادر على إكمال البطولة الخامسة. حيث لم يقدر على جمع أي جوائز مالية، باول، الذي كان مثقلا بالفعل بجبال من الديون، علم أن البطولة الجديدة سوف تقام قريباً. موقناً بأنه إن فاز بالبطولة، فإن باستطاعته أن يقول «وداعاً» لمشاكله الدَينية. فكر باول بعمق حول سبل زيادة فرص فوزه - كانت المشاركة بمفرده خارج هذه المسألة. إن هو استطاع تجميع فريق مع شخص ما، فإن حظوظه في الفوز بالجائزة المالية ستزيد بشكل كبير. وتوجه لذلك حول خطته مع صديقه الأفضل مارشال لاو - ولكن فكر أن فريقاً من ثلاثة رجال كان أفضل من اثنين، فقد لفت الملاكم المشهور ستيف فوكس انتباهه.
ذكر باول في الفيلم تيكن، حيث انتصر عليه مارشال لاو خلال 28 ثانية.

## وصلات خارجية
- تيكن ويكي
- تيكنبيديا الإنجليزية